# Frans voetbalkampioenschap 1934/35
In 1934/35 werd het derde professionele voetbalkampioenschap georganiseerd in Frankrijk.

## Eindstand
| Plaats | Club                   | Ptn | Wed | W  | G  | V  | DV | DT | DS  | Opmerking                  |
| ------ | ---------------------- | --- | --- | -- | -- | -- | -- | -- | --- | -------------------------- |
| 1      | FC Sochaux-Montbéliard | 48  | 30  | 22 | 4  | 4  | 94 | 36 | +58 | Kampioen                   |
| 2      | RC Strasbourg          | 47  | 30  | 21 | 5  | 4  | 73 | 33 | +40 |                            |
| 3      | RC Paris               | 37  | 30  | 16 | 5  | 9  | 77 | 57 | +20 |                            |
| 4      | FC Sète                | 36  | 30  | 13 | 10 | 7  | 52 | 45 | +7  |                            |
| 5      | AS Cannes              | 33  | 30  | 14 | 5  | 11 | 62 | 48 | +14 |                            |
| 6      | FC Mulhouse            | 33  | 30  | 14 | 5  | 11 | 66 | 67 | -1  |                            |
| 7      | Olympique Lillois      | 31  | 30  | 14 | 3  | 13 | 56 | 46 | +10 |                            |
| 8      | Excelsior AC Roubaix   | 31  | 30  | 13 | 5  | 12 | 51 | 48 | +3  |                            |
| 9      | Olympique de Marseille | 31  | 30  | 13 | 5  | 12 | 76 | 72 | +4  | (Winnaar Coupe de France)  |
| 10     | Stade Rennais UC       | 27  | 30  | 11 | 5  | 14 | 57 | 49 | +8  |                            |
| 11     | SC Fives               | 25  | 30  | 12 | 1  | 17 | 45 | 61 | -16 |                            |
| 12     | Red Star Olympique     | 23  | 30  | 8  | 7  | 15 | 58 | 72 | -14 |                            |
| 13     | Olympique Alès         | 23  | 30  | 10 | 3  | 17 | 52 | 73 | -21 |                            |
| 14     | FC Antibes             | 23  | 30  | 8  | 7  | 15 | 49 | 80 | -31 |                            |
| 15     | SO Montpellier         | 17  | 30  | 7  | 3  | 20 | 37 | 86 | -49 | Degradatie naar Division 2 |
| 16     | SC Nîmes               | 15  | 30  | 5  | 5  | 20 | 35 | 67 | -32 | Degradatie naar Division 2 |

(Overwinning:2 ptn, gelijkspel:1 punt, verlies:0 ptn)

## Topschutters
| Plaats | Speler         | Nat.                                      | Club                   | Goals |
| ------ | -------------- | ----------------------------------------- | ---------------------- | ----- |
| 1      | André Abegglen | Vlag van Zwitserland                      | FC Sochaux-Montbéliard | 30    |
| 2      | Roger Courtois | Vlag van Frankrijk · Vlag van Zwitserland | FC Sochaux-Montbéliard | 29    |
| 3      | Franz Weselik  | Vlag van Oostenrijk                       | FC Mulhouse            | 24    |
| 4      | Joseph Alcazar | Vlag van Frankrijk                        | Olympique de Marseille | 22    |
| -      | Jean Secember  | Vlag van Frankrijk                        | Excelsior AC Roubaix   | 22    |

1932/33 · 1933/34 · 1934/35 · 1935/36 · 1936/37 · 1937/38 · 1938/39 · 1939/40 · 1940/41 · 1941/42 · 1942/43 · 1943/44 · 1944/45 · 1945/46 · 1946/47 · 1947/48 · 1948/49 · 1949/50 · 1950/51 · 1951/52 · 1952/53 · 1953/54 · 1954/55 · 1955/56 · 1956/57 · 1957/58 · 1958/59 · 1959/60 · 1960/61 · 1961/62 · 1962/63 · 1963/64 · 1964/65 · 1965/66 · 1966/67 · 1967/68 · 1968/69 · 1969/70 · 1970/71 · 1971/72 · 1972/73 · 1973/74 · 1974/75 · 1975/76 · 1976/77 · 1977/78 · 1978/79 · 1979/80 · 1980/81 · 1981/82 · 1982/83 · 1983/84 · 1984/85 · 1985/86 · 1986/87 · 1987/88 · 1988/89 · 1989/90 · 1990/91 · 1991/92 · 1992/93 · 1993/94 · 1994/95 · 1995/96 · 1996/97 · 1997/98 · 1998/99 · 1999/00 · 2000/01 · 2001/02 · 2002/03 · 2003/04 · 2004/05 · 2005/06 · 2006/07 · 2007/08 · 2008/09 · 2009/10 · 2010/11 · 2011/12 · 2012/13 · 2013/14 · 2014/15 · 2015/16 · 2016/17 · 2017/18 · 2018/19 · 2019/20 · 2020/21 · 2021/22 · 2022/23 · 2023/24 · 2024/25